# نارم‌بین، وسترن استرالیا
نارم‌بین (به انگلیسی: Narembeen) یک شهرک در استرالیا است که در استرالیای غربی واقع شده‌است.